# Kumba M’bye

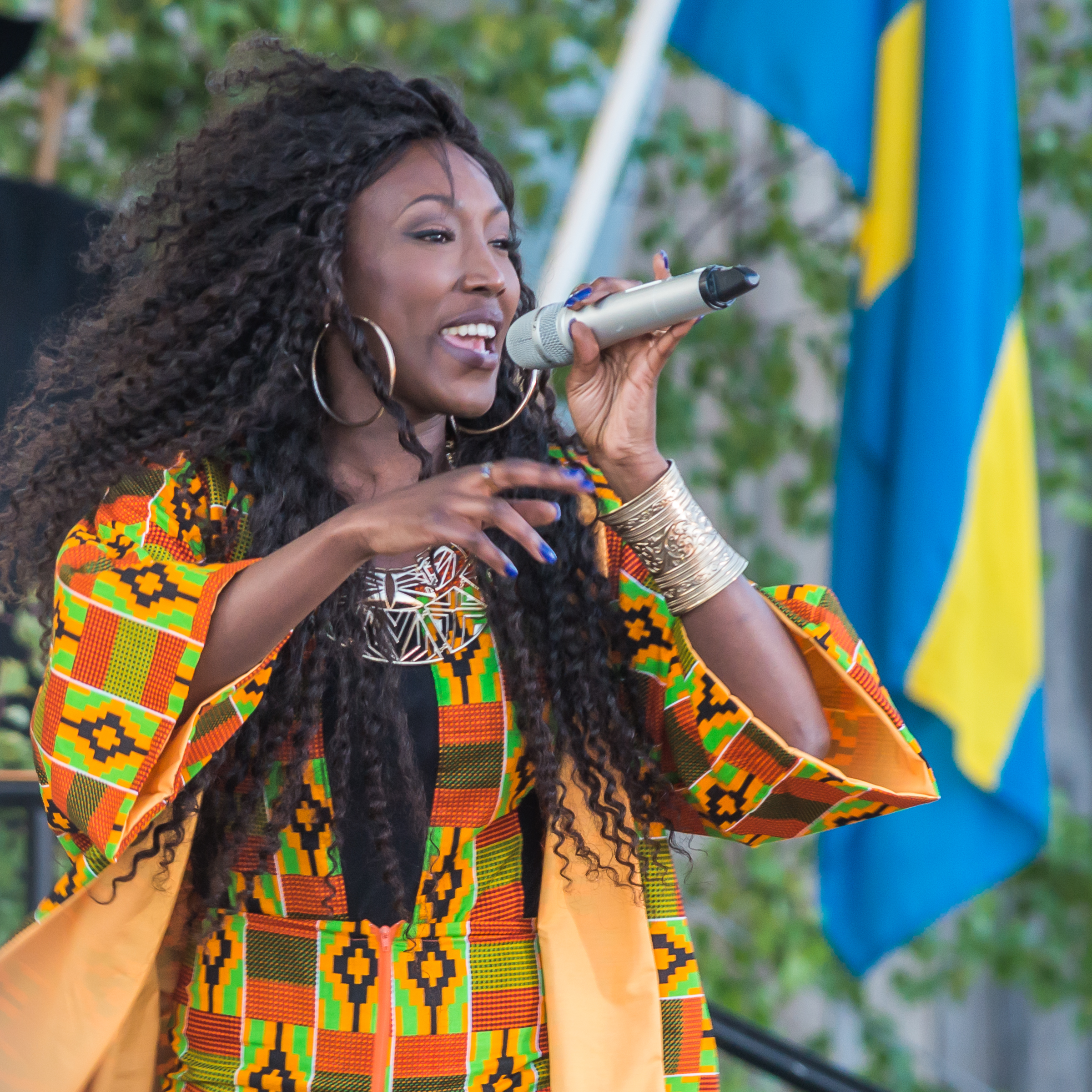
Kumba während der Feierlichkeiten zum schwedischen Nationalfeiertag 2015

Kumba M’bye, bekannt unter ihren Bühnennamen Kumba, (* 5. Februar 1983 in Serekunda) ist eine gambisch-schwedische Sängerin und Rapperin und ehemaliges Model.

## Leben
M’bye ist die Tochter gambischer Eltern und ist in Serekunda geboren, sie wuchs im schwedischen Malmö und Landskrona auf (nach anderer Quelle ist ihr Vater Schwede).
Im Jahr 2005 wurde M’bye eine von neun Kandidatinnen Schwedens in der ersten Staffel von Top Model, der skandinavischen Version von America’s Next Top Model. Nachdem eine Kandidatin den Wettbewerb verlassen musste, landete sie auf den 6. Platz. Danach arbeitete sie ein paar Jahre als Model.
In den frühen 2000er Jahren begann sie zu rappen und Texte auf Englisch zu schreiben. Im Sommer 2013 hörte der Rapper Stor sie rappen und lud sie zu einem Vorsingen bei der Plattenfirma Redline Records ein. Inspiriert durch die Rapperinnen Linda Pira und Lilla Namo begann sie, Texte auf Schwedisch zu schreiben.
Im Jahr 2014 arbeitete sie mit Pira an ihrer Musiksingle „Knäpper mina fingrar“ zusammen. Dies führte dazu, dass Kumba an einem Hiphop-Konzert nur für weibliche Rapperinnen im Dramaten teilnehmen konnte. Sie nahm auch an der Radiosendung „En kärleksattack på svensk hiphop“ von Sveriges Radio teil. Im Jahr 2014 wurde ihre Musiksingle „I staden“ für Redline Records veröffentlicht. Bei der Kingsize-Gala 2015 wurde sie für den besten Newcomer des Jahres 2015 nominiert.
2015 nahm Kumba an der Fernsehsendung Lyckliga gatan teil, die schwedische Version von Sing meinen Song – Das Tauschkonzert die auf TV4 ausgestrahlt wurde, wo sie eine neue Version des Kikki-Danielsson-Liedes „Bra vibrationer“ vortrug, während Danielsson eine neue Version des Kumbas-Liedes „I staden“ interpretierte. 2016 veröffentlichte sie  den Song Mentally, einem Afrobeat-Song, der in Zusammenarbeit mit drei afro-schwedischen Rappern mit gambischen Wurzeln entstanden ist. Dort bekennt sie sich zu ihren gambischen Wurzeln und sagt aus, sie möchte die Kultur Gambias an ihre Kinder weitergeben.